# Los Angeles Film Critics Association
La Los Angeles Film Critics Association (LAFCA) est une association américaine de critiques de cinéma, basée à Los Angeles (Californie) et fondée en 1975.
Elle décerne chaque année dans les derniers jours de décembre les Los Angeles Film Critics Association Awards (LAFCA Awards). La cérémonie de remise des prix a lieu au début de l'année suivante.

## Catégories de récompense
- Meilleur film – depuis 1975
- Meilleur réalisateur – depuis 1975
- Meilleur acteur – depuis 1975
- Meilleure actrice – depuis 1975
- Meilleur acteur dans un second rôle – depuis 1977
- Meilleure actrice dans un second rôle – depuis 1977
- Meilleur scénario – depuis 1975
- Meilleure photographie – depuis 1975
- Meilleure musique – depuis 1976
- Meilleure direction artistique – depuis 1993
- Meilleur film en langue étrangère – depuis 1975
- Meilleur film d'animation – depuis 1989
- Meilleur film documentaire – depuis 1988

- Special Citations – depuis 1975
- New Generation Award – depuis 1976 (pour les révélations)
- Career Achievement Award – depuis 1976 (pour l'ensemble d'une carrière)
- Douglas Edwards Experimental/Independent Film/Video Award – depuis 1980

## Films de la décennie
En 2010, l'association a élu les « films de la décennie » (Films of the Decade) sortis sur le territoire américain entre 2000 et 2009.
1. Mulholland Drive de David Lynch (2001)
2. There Will Be Blood  de Paul Thomas Anderson (2007)
3. Eternal Sunshine of the Spotless Mind de Michel Gondry (2004)
4. Le Secret de Brokeback Mountain (Brokeback Mountain) d'Ang Lee (2005)
5. (ex æquo) No Country for Old Men des frères Coen (2007) et Zodiac de David Fincher (2007)
6. Yi Yi (一一) d'Edward Yang (2000)
7. (ex æquo) 4 mois, 3 semaines, 2 jours (4 luni, 3 săptămâni și 2 zile) de Cristian Mungiu (2007) et Le Seigneur des anneaux (The Lord of the Rings) de Peter Jackson (2001-2003)
8. Le Voyage de Chihiro (千と千尋の神隠し) de Hayao Miyazaki (2001)
9. (ex æquo) Vol 93 (United 93) de Paul Greengrass (2006) et Y tu mamá también d'Alfonso Cuarón (2001)
10. Sideways d'Alexander Payne (2004)